# Mariam Thresia Chiramel
Santa Teresa Chiramel Mankidiyan (também conhecida como Maria Teresa; 26 de abril de 1876 - 8 de junho de 1926) foi uma professa religiosa siro-malabar indiana e fundadora da Congregação da Sagrada Família. Teresa Chiramel Mankidiyan ficou conhecida por receber visões e êxtases freqüentes, bem como por receber os estigmas que ela mantinha bem guardados. Ela esteve envolvida no trabalho apostólico durante toda a sua vida e pressionou pela adesão estrita à regra da sua ordem entre os seus companheiros religiosos.
O Papa São João Paulo II beatificou a falecida freira em 9 de abril de 2000. O Papa Francisco aprovou um segundo milagre atribuído a ela no início de 2019 e ela foi canonizada no dia 13 de outubro de 2019.

## Vida
Teresa Chiramel Mankidiyan nasceu em Puthenchira no distrito de Thrissur em 26 de abril de 1876, sendo a terceira dos cinco filhos de Thomas e Thanda e foi batizada em 3 de maio de 1876 na igreja de Santa Maria; ela foi nomeada em homenagem a Santa Teresa de Ávila. O Seu tio paterno Antônio Chiramel Mankidiyan era seu padrinho e sua esposa Anna era sua madrinha. Sua família já foi rica, mas ficou pobre quando seu avô se casou sete vezes, vendendo a propriedade da família para cada dote; isso levou seus irmãos e seu pai a beber. Sua mãe era a segunda esposa de seu pai; a primeira esposa de seu pai, Mariamkutty, morreu durante o parto em 1872. Ela tinha duas irmãs e dois irmãos, respectivamente: Porinchu, Mariamkutty, Ouseph e Ittianam - Teresa nasceu entre Mariamkutty e Ouseph.
Em 1884, sua mãe tentou em vão dissuadir a menina piedosa de seus jejuns severos e vigílias noturnas. Sua mãe morreu em 2 de março de 1888 depois de abençoar seus filhos que se reuniram em seu leito de morte. A morte de sua mãe marcou a conclusão de seus estudos e ela se dedicou à contemplação em sua igreja paroquial local. Ela fez uma promessa particular de permanecer casta em 1886. Em 1891, ela concebeu um esquema para fugir de casa para levar uma vida de penitência nas colinas, mas logo mudou de ideia e, em vez disso, voltou para casa. Desde 1904, ela desejava ser chamada de "Maria", sob a crença de que ela teve uma visão da Santíssima Virgem Maria, na qual ela foi instruída a adiciona-la ao seu nome. De 1902 a 1905 ela foi submetida a vários exorcismos do Venerável José Vithayathil - sob as ordens do bispo local - e de 1902 Vithayathil que se tornou seu diretor espiritual até a sua morte.
Em 1903, ela pediu a Mar John Menachery - o arcebispo de Thrissur - para construir uma casa de retiro, mas isso foi recusado. Isso aconteceu depois que ela formou um grupo com outros três amigos e se engajou no trabalho apostólico com famílias pobres. Mankidiyan mais tarde aceitou o pedido do mar em 1912 para se juntar aos carmelitas em Ollur e ficou lá desde 26 de novembro de 1912 até a sua partida em 27 de janeiro de 1913, porque ela não se sentia atraída por eles. Em 1913 ela montou uma casa em Puthenchirae em 14 de maio de 1914 fundou a Congregação da Sagrada Família na qual professou e investiu o seu hábito; ela foi a primeira superiora da ordem. Dizem que ela teve uma série de experiências espirituais, como receber os estigmas e esconder isso das pessoas; ela recebeu os estigmas em 1905, mas tornou-se mais visível em 27 de janeiro de 1909. Ela também sofreu uma série de ataques demoníacos.
Em 1926, um objeto caiu e atingiu a sua perna e a ferida logo se infeccionou. Mankidiyan foi internada no hospital local, mas os médicos consideravam sua condição fatal e ela foi levada de carroça de boi para seu convento, onde em 7 de junho de 1926 ela recebeu os últimos sacramentos e o viático.
Ela morreu às 22:00 horas do dia 8 de junho de 1926, devido a uma ferida na perna que foi agravado pelo diabetes. Suas últimas palavras foram: "Jesus, Maria e José; eu vos dou meu coração e minha alma" - ela então fechou os olhos e morreu.